# Bernhard Traugott Dietrich
Bernhard Traugott Dietrich (* 19. August 1840 in Chemnitz; † 23. Oktober 1902 ebenda) war ein Chorleiter, Sänger und Komponist.

## Leben
Bernhard Traugott Dietrich war der Sohn des Webermeisters und späteren Gastwirts Traugott Leberecht Dietrich. Er erlernte zunächst den Beruf des Webers, arbeitete aber dann fast 40 Jahre in der Firma für Webereibedarf seines Onkels, zunächst als Kontorist und später bis zu seinem Tode als Prokurist.
Musik betrieb er in seiner Freizeit. Von 1860 bis 1896 war er Mitglied des Kirchenchors der Chemnitzer Jacobikirche. Weiter sang er in dem nach seinen Initialen benannten „Doppelquartett B.D.“. Er muss wohl auch neue Lieder für die Gruppe geschrieben haben, denn in seinem Nachruf für ihn bedankt sich das Doppelquartett für die „Liedergaben“. Dietrich war auch Mitgründer des nach dem Chemnitzer Kirchenmusikdirektor benannten Theodor Schneider’schen Männergesangvereins, dessen langjähriger Dirigent er war. Die Stadt Chemnitz bestätigte ihm zu seinem Ableben im Chemnitzer Tageblatt: „Das Werden und Emporblühen des Männergesanges verdankt unsere Stadt zum großen Teil Bernhard Dietrich.“
Eine Vielzahl von ernst zu nehmenden Quellen bezeichnen Dietrich als den Komponisten des Liedes Ein Prosit der Gemütlichkeit.
Dennoch wird an einigen Stellen behauptet, dass Text und Melodie des Liedes vom Bremer Georg Kunoth stammen. Als Beleg wird nur ein Notendruck ohne Jahresangabe und mit Namensnennung benannt.
Dietrich war verheiratet und hatte mit seiner Frau Emilie sechs Töchter.